# Got to Be There
Got to Be There (englisch für „Muss dort sein“) ist das erste Soloalbum des US-amerikanischen Sängers Michael Jackson. Veröffentlicht wurde es von Motown Records am 24. Januar 1972.
Jackson war zum Zeitpunkt der Veröffentlichung 13 Jahre alt. Es enthält den Song Got to Be There, der am 7. November 1971 veröffentlicht wurde und somit Jacksons erste Solosingle war. Das Album wurde allein in den USA über 500.000 Mal verkauft.Got to Be There wurde später remastered und 2009 als Teil der Compilation Hello World: The Motown Solo Collection neuveröffentlicht.

## Veröffentlichung
Motown veröffentlichte Jacksons Album etwa zur gleichen Zeit wie ein anderer Bruder aus einer berühmten Familie, nämlich Donny Osmond, welcher mit Liedern wie Sweet & Innocent und Puppy Love Hits hatte. Jacksons und Osmonds Debüts verliefen fast parallel. Jackson erzielte Hits mit dem Titeltrack des Albums und dem Lied Rockin’ Robin, welches, wie Osmonds Puppy Love, ebenfalls eine Coverversion eines Liedes aus den 1950er Jahren ist. Daneben erhält das Album auch noch Coverversionen von Bill Withers’ Ain’t No Sunshine, Carole Kings You’ve Got a Friend und Love Is Here and Now You’re Gone von The Supremes.

## Titelliste
1. Ain’t No Sunshine (Bill Withers) – 4:09
2. I Wanna Be Where You Are (Leon Ware, T-Boy Ross) – 3:01
3. Girl Don’t Take Your Love from Me (Willie Hutch) – 3:46
4. In Our Small Way (Beatrice Verdi, Christine Yarian) – 3:38
5. Got to Be There (Elliot Willensky) – 3:23
6. Rockin’ Robin (Leon Rene) – 2:31
7. Wings of My Love (Corporation) – 3:25
8. Maria (You Were the Only One) (L. Brown, Linda Glover, George Gordy, Allen Story) – 3:41
9. Love Is Here and Now You’re Gone (Holland–Dozier–Holland) – 2:51
10. You’ve Got a Friend (Carole King) – 4:53

## Singles
Aus dem Album wurden vier Singles ausgekoppelt. Ain’t No Sunshine erschien im Sommer 1972 jedoch nur in Großbritannien als Single. Got to Be There wurde weltweit etwa 2,2 Millionen Mal verkauft. In den USA resultierten Verkäufe von etwa 1,6 Millionen. Die Single I Wanna Be Where You Are wurde weltweit gut 1,3 Millionen Mal verkauft, in den USA etwa 660.000 Mal. Am erfolgreichsten war jedoch Jacksons Coverversion von Rockin’ Robin, die alleine in den USA über 2 Millionen Mal verkauft wurde.

## Kritiken
Das Rolling-Stone-Magazin bezeichnete das Album als: „… clever, kunstvoll und genau so gut wie die Jackson 5“ und beschreibt Jacksons Stimme als „süß und berührend“. Des Weiteren wurde es als „unschuldig und absolut professionell“ und als „faszinierend und unwiderstehlich“ bewertet.

## Kommerzieller Erfolg

### Chartplatzierungen
Got to Be There erreichte in den Billboard 200 die 14. Position und in den US R&B-Album-Charts die dritte Position.
Nach Jacksons Tod im Juni 2009 stieg das Album in den französischen Charts auf Position 121.

### Auszeichnungen für Musikverkäufe
| Land/Region               | Auszeichnungen für Musikverkäufe (Land/Region, Auszeichnung, Verkäufe) | Verkäufe |
| ------------------------- | ---------------------------------------------------------------------- | -------- |
| Vereinigte Staaten (RIAA) | Gold                                                                   | 500.000  |
| Insgesamt                 | 1× Gold ·                                                              | 500.000  |

Hauptartikel: Michael Jackson/Auszeichnungen für Musikverkäufe